# Copidognathus glyptoderma
Copidognathus glyptoderma is een mijtensoort uit de familie van de Halacaridae. De wetenschappelijke naam van de soort is voor het eerst geldig gepubliceerd in 1888 door Edouard-Louis Trouessart. Hij beschreef ze als typesoort van het nieuwe geslacht Copidognathus. Ze was aangetroffen in de oesterbanken van Marennes (Charente-Maritime) aan de Franse Atlantische kust.